# Bernard du Bosquet
Pour les articles homonymes, voir du Bosquet.
Bernard du Bosquet (ou Bernardo de Bouquet ou Bousquet ou Bosqueto), né à Cahors et mort le 19 avril 1371 à Avignon, était un ecclésiastique français. Il fut chanoine de Bordeaux et Cahors, archevêque de Naples et enfin élevé au rang de cardinal.

## Biographie
Bernard du Bosquet est né à Cahors. Il poursuit une longue éducation ecclésiastique puisqu'il est reçu docteur dans les deux lois. Il se met alors au service du pape, en devenant son chapelain. Il est également auditeur de la chambre apostolique. Il obtient alors plusieurs prébendes, et est ainsi chanoine de Bordeaux et de Cahors.
Le 5 septembre 1365 il devient archevêque de Naples. Puis, le 22 septembre 1368, lors du troisième consistoire du pontificat d'Urbain V, le premier à Rome depuis l'installation de la papauté à Avignon, il est créé cardinal au titre des Saints-Apôtres. Il résigne alors sa charge d'archevêque.
À la suite de la mort d'Urbain V, il participe au conclave de 1370 qui élit Grégoire IX. Il meurt l'année suivante, le 19 avril 1371 à Avignon.

## Œuvres
- (la) Decisiones Rotae Romanae, Pavie, Gasperino de Fiamberti, 1486 (lire en ligne)

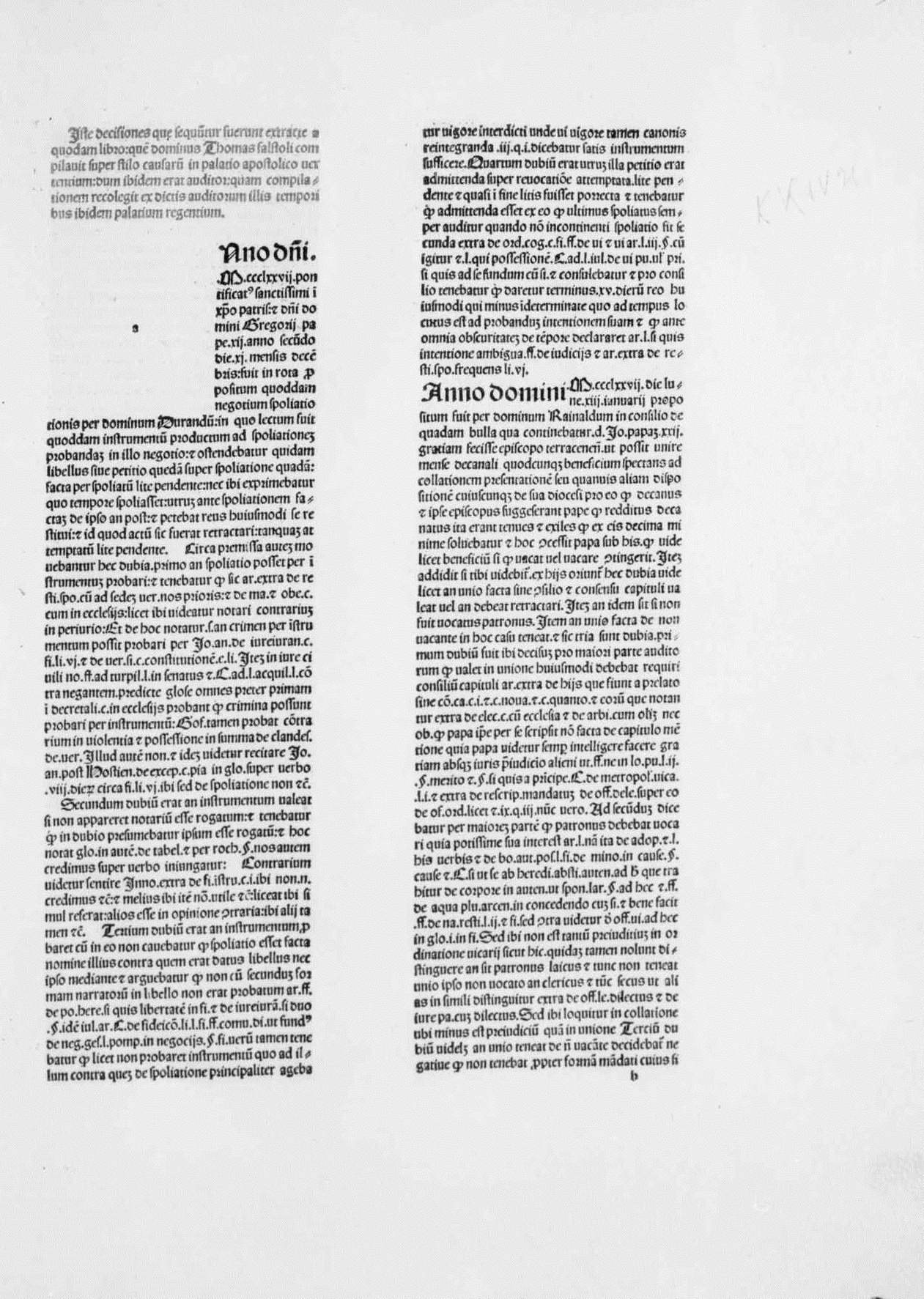
Decisiones Rotae Romanae, 1486